# Застава Индије
Застава Индије је усвојена 22. јула 1947. и благо модификована 15. августа исте године. Састоји се од три једнаке хоризонталне пруге, горње шафран боје, беле и доње зелене. У центру се налази маринскоплави точак са 24 линије. 
Заставу са ове три боје је први пут употребила највећа индијска странка, Индијски национални конгрес (ИНК) као своју незваничну заставу. Тада су боје представљале следеће, црвена - хиндуизам, зелена - ислам а бела остале религије, иако су многи сматрали да бела стоји као обједињење ислама и хиндуизма. При званичном усвајању заставе дато је следеће објашњање: шафран представља самоодрицање, јер вође морају бити индиферентне према материјалним добрима и посветити се свом послу. Бела је светло, пут истине. Зелена је однос према земљи. Точак у средини је чакра, представља закон врлине и истину. Такође представља покрет који Индија треба да следи.